# Tiếng Nawdm
Tiếng Nawdm là ngôn ngữ Gur sử dụng bởi 200.000 người tại Togo và 8.000 người tại Ghana.

## Bảng chữ cái
| A | B | D | E | Ɛ | F | G | Gw | Gb | H | Ĥ | I | J | K | Kw | Kp | L | M | N | Ny | Ŋ | Ŋm | O | Ɔ | R | S | T | U | V | W | Y |
| a | b | d | e | ɛ | f | g | gw | gb | h | ɦ | i | j | k | kw | kp | l | m | n | ny | ŋ | ŋm | o | ɔ | r | s | t | u | v | w | y |

Để phân biệt thứ tự hai phụ âm và một phụ âm kép, dấu tách âm (diaeresis) được thêm lên chữ cái đầu của thứ tự này (v.d. g̈w, g̈b, n̈y, ŋ̈m).
Chữ Ĥ in hoa tương đương với chữ ɦ in thường (thứ tự thông thường sẽ là Ĥ/ĥ và Ɦ/ɦ), biểu thị một âm tắc thanh hầu.
Thanh cao ký hiệu là dấu sắc, trong khi thanh thấp là dấu huyền. Những thanh này chỉ sử dụng trong các đại từ dù được viết thông thường.